# Uleni
Uleni (em francês: Ouléni) ou Bleni é uma vila do departamento de Tansila, na província de Banua, na região de Meandro do Volta Negro, em Burquina Fasso. Segundo censo de 2005, havia 326 residentes.

## História
Sob o fagama Baco Moru (r. 1839–1851) o Império de Congue foi capaz de derrotar o Reino de Quenedugu próximo de Uleni. Também foi ali o local onde o futuro fagama Tiebá Traoré (r. 1866–1893) foi capturado e vendido como escravo.